# Kristiane Bekkestad
Kristiane Bekkestad (Oslo, 1º maggio 1998) è un'ex sciatrice alpina norvegese.

## Biografia
Sciatrice polivalente attiva dal novembre del 2014, in Coppa Europa Kristiane Bekkestad ha esordito l'8 dicembre 2015 a Trysil in slalom speciale (32ª), ha conquistato il miglior risultato il 10 dicembre 2015 a Kvitfjell in supergigante (12ª) e ha preso per l'ultima volta il via il 15 gennaio 2023 a Pozza di Fassa in slalom speciale, senza completare la prova; ha gareggiato per gran parte della sua carriera in Nordamerica, ottenendo anche un podio in Nor-Am Cup (3ª in slalom speciale a Sugarloaf il 28 marzo 2022). Si è ritirata al termine della stagione 2023-2024 e la sua ultima gara è stata lo slalom speciale dei Campionati statunitensi 2024, disputato il 24 marzo a Sun Valley; non ha debuttato in Coppa del Mondo e non ha preso parte a rassegne olimpiche o iridate.

## Palmarès

### Coppa Europa
- Miglior piazzamento in classifica generale: 128ª nel 2016

### Nor-Am Cup
- Miglior piazzamento in classifica generale: 24ª nel 2022
- 1 podio:
  - 1 terzo posto